# Bernard Queysanne
Bernard Queysanne (Rabat, 9 giugno 1944) è un regista francese.

## Biografia
Queysanne ha iniziato a lavorare come assistente regista, assistente al montaggio, fotografo di scena e direttore di produzione in numerosi film di Georges Franju, Philippe Labro, Robert Enrico e Serge Korber. Nel 1974 ha diretto il suo primo lungometraggio, Un homme qui dort.

## Filmografia

### Cinema
- Un homme qui dort (1974)
- Collage (Le diable au coeur) (1976)
- L'amante tascabile (L'amant de poche) (1978)

### Televisione
- Il était un musicien – serie TV, episodi 1x2 (1978)
- Chroniques de France – serie TV, 11 episodi (1970-1978)
- Les 400 coups de Virginie – miniserie TV, 6 episodi (1979-1980)
- Cinéma 16 – serie TV, 2 episodi (1977-1980)
- La tendresse – film TV (1982)
- Diane Lanster – film TV (1983)
- Hélas, Alice est lasse – film TV (1984)
- Mademoiselle B – film TV (1986)
- V comme vengeance – serie TV, 2 episodi (1991)
- Propos amicaux à propos d'espèces d'espaces – documentario TV (1999)
- Georges Perec: Lire-traduire – documentario TV (1999)
- Un siècle d'écrivains – serie TV, 2 episodi (1996-2000)